# Ніко Спітс
Ніко Спітс (нід. Nico Spits, 7 вересня 1943) — нідерландський хокеїст на траві.
Учасник Олімпійських Ігор 1964, 1972 років.